# Krenngraben
Krenngraben (Katastralgemeinde Krengraben) ist eine Ortschaft und eine Katastralgemeinde der Gemeinde Hollenstein an der Ybbs im Bezirk Amstetten in Niederösterreich.

## Siedlungsentwicklung
Zum Jahreswechsel 1979/1980 befanden sich in der Katastralgemeinde Krengraben insgesamt 44 Bauflächen mit 17.947 m² und 26 Gärten auf 57.707 m², 1989/1990 waren es 43 Bauflächen. 1999/2000 war die Zahl der Bauflächen auf 212 angewachsen und 2009/2010 waren es 127 Gebäude auf 226 Bauflächen.

## Landwirtschaft
Die Katastralgemeinde ist forstwirtschaftlich geprägt. 91 Hektar wurden zum Jahreswechsel 1979/1980 landwirtschaftlich genutzt und 1.294 Hektar waren forstwirtschaftlich geführte Waldflächen. 1999/2000 wurde auf 70 Hektar Landwirtschaft betrieben und 1.293 Hektar waren als forstwirtschaftlich genutzte Flächen ausgewiesen. Ende 2018 waren 90 Hektar als landwirtschaftliche Flächen genutzt und Forstwirtschaft wurde auf 1.255 Hektar betrieben. Die durchschnittliche Bodenklimazahl von Krengraben beträgt 31 (Stand 2010).